# Войбокало (деревня)
Во́йбокало — деревня в Шумском сельском поселении Кировского района Ленинградской области.

## История
Упоминается на карте Санкт-Петербургской губернии Ф. Ф. Шуберта 1834 года как деревня Войбакала.

ВАЙБАКАЛА — деревня принадлежит генерал-майорше Пистолькорс и надворному советнику Савицкому, число жителей по ревизии: 30 м. п., 42 ж. п. (1838 год)

ВОЙБАКАЛА — деревня баронета Вилье и господина Савицкого, по просёлочной дороге, число дворов — 13, число душ — 39. (1856 год)

ВОЙБАКАЛЫ — деревня владельческая при реке Вайбахалы, число дворов — 23, число жителей: 45 м. п., 43 ж. п. (1862 год)

В конце XIX века деревня административно относилась к Шумской волости 1-го стана Новоладожского уезда Санкт-Петербургской губернии, в начале XX века — 4-го стана.
По данным «Памятной книжки Санкт-Петербургской губернии» за 1905 год деревня называлась Войбакала.
С 1917 по 1924 год деревня Войбокало входила в состав Валдомского сельсовета Шумской волости Волховского уезда.
С 1924 года в составе Рындельского сельсовета.
Согласно данным переписи населения СССР 1926 года в деревне Войбокала проживали 176 человек — все русские.
С 1927 года в составе Мгинского района.
В 1928 году население деревни Войбокало также составляло 176 человек.
По данным 1933 года деревня называлась Войбакало и входила в состав Рындельского сельсовета Мгинского района.

План деревни Войбокало. 1941 год

Согласно топографической карте РККА 1941 года деревня называлась Войбакала и насчитывала 38 дворов.
С 1954 года в составе Ратницкого сельсовета.
В 1958 году население деревни Войбокало составляло 72 человека.
С 1960 года в составе Волховского района.
По данным 1966 и 1973 годов деревня Войбокало также входила в состав Шумского сельсовета Волховского района.
По данным 1990 года деревня называлась Войбокало входила в состав Шумского сельсовета Кировского района.
В 1997 году в деревне Войбокало Шумской волости проживали 32 человека, в 2002 году — 41 человек (русские — 93 %).
В 2007 году в деревне Войбокало Шумского СП проживали 22 человека, в 2010 году — 38.

## География
Деревня расположена в восточной части района на автодороге 41К-122 (Лаврово — Шум — Ратница).
Расстояние до административного центра поселения — 4 км.
В деревне находится железнодорожная платформа 95 км Волховстроевского направления. Расстояние до ближайшей железнодорожной станции Войбокало — 3 км. В Шумском сельском поселении есть также другое Войбокало — посёлок при станции.
Через деревню протекает река Гаричи.
Деревня граничит с землями сельскохозяйственного назначения и землями запаса.

## Демография
| 1862 | 2007 | 2010 | 2011 | 2017 |
| ---- | ---- | ---- | ---- | ---- |
| 88   | ↘22  | ↗38  | ↘33  | ↗43  |

## Инфраструктура
По данным администрации на 2011 год деревня насчитывала 31 дом.

## Улицы
Дружбы.